# Schaatsen op de Winteruniversiade 2005

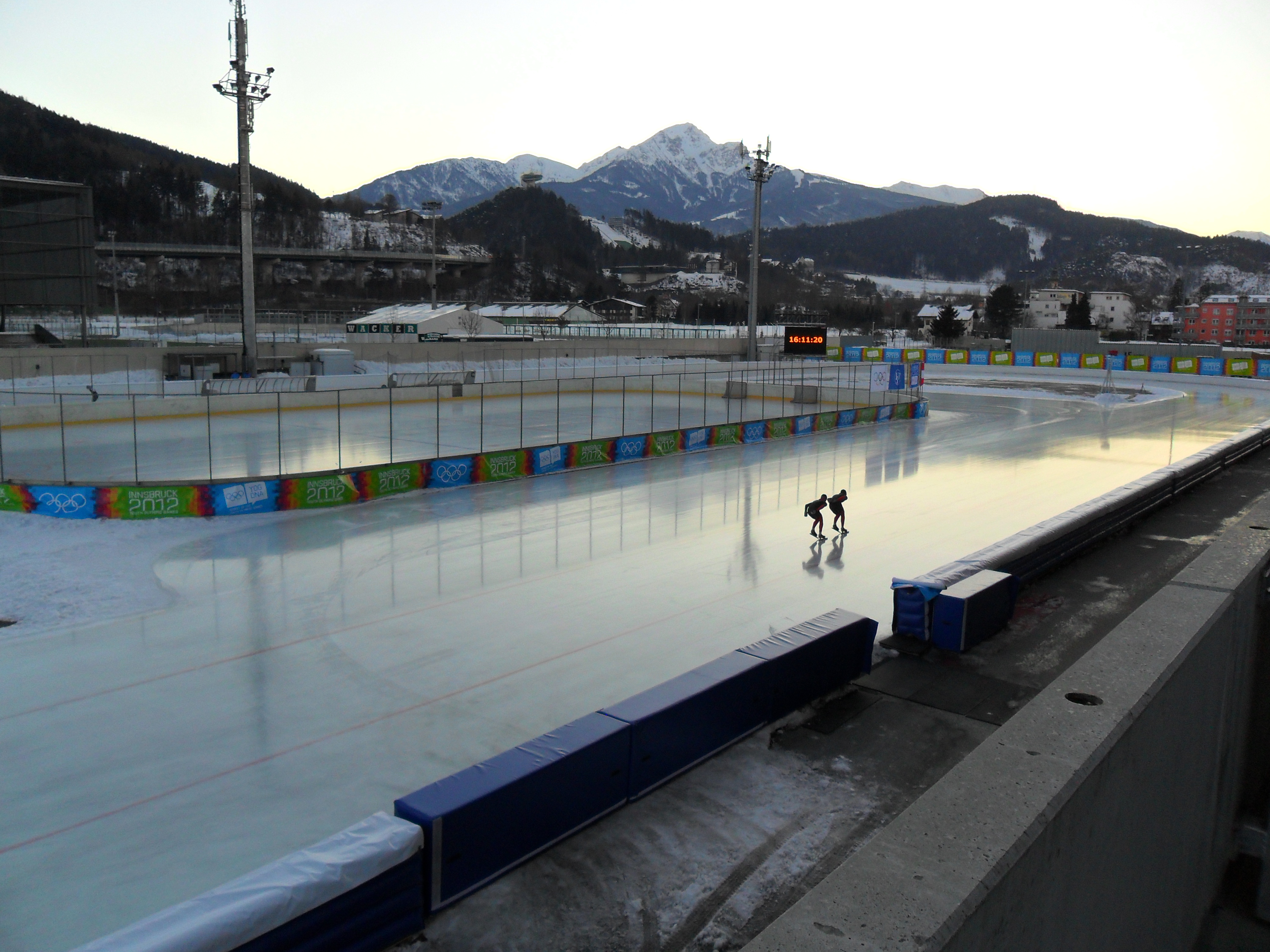
De IJsbaan van Innsbruck in 2012

Langebaanschaatsen was een onderdeel op de Winteruniversiade 2005 in Innsbruck, Oostenrijk. Er werd van 13 t/m 17 januari geschaatst in het Olympia Eisstadion.
Onderstaand volgen de medaillewinnaars van de schaatsonderdelen op deze Universiade.

## Podia

### Mannen
| Afstand | Goud                | Zilver              | Brons               |
| ------- | ------------------- | ------------------- | ------------------- |
| 500m    | Keiichiro Nagashima | Zhang Zhongqi       | Lee Kang-seok       |
| 1000m   | Takaharu Nakajima   | Tadashi Obara       | Enrico Fabris       |
| 1500m   | Enrico Fabris       | Rhian Ket           | Takaharu Nakajima   |
| 5000m   | Enrico Fabris       | Kesato Miyazaki     | Arjen van der Kieft |
| 10000m  | Kesato Miyazaki     | Arjen van der Kieft | Hiroki Hirako       |

### Vrouwen
| Afstand | Goud                 | Zilver               | Brons              |
| ------- | -------------------- | -------------------- | ------------------ |
| 500m    | Ren Hui              | Sanne van der Star   | Aya Kajiki         |
| 1000m   | Ren Hui              | Paulien van Deutekom | Katarzyna Wójcicka |
| 1500m   | Paulien van Deutekom | Ren Hui              | Jorien Voorhuis    |
| 3000m   | Moniek Kleinsman     | Jorien Voorhuis      | Galina Lichatsjova |
| 5000m   | Jorien Voorhuis      | Anna Rokita          | Lee So-yeon        |

## Medaillespiegel
| Pos. | Land       | Goud | Zilver | Brons | Totaal |
| ---- | ---------- | ---- | ------ | ----- | ------ |
| 1    | Nederland  | 3    | 5      | 2     | 10     |
| 2    | Japan      | 3    | 2      | 3     | 8      |
| 3    | China      | 2    | 2      | 0     | 4      |
| 4    | Italië     | 2    | 0      | 1     | 3      |
| 5    | Oostenrijk | 0    | 1      | 0     | 1      |
| 6    | Zuid-Korea | 0    | 0      | 2     | 2      |
| 7    | Polen      | 0    | 0      | 1     | 1      |
| 7    | Rusland    | 0    | 0      | 1     | 1      |

Winteruniversiade

1968 Innsbruck · 
1970 Rovaniemi · 
1972 Lake Placid · 
1991 Sapporo · 
1997 Muju · 
2005 Innsbruck · 
2007 Turijn · 
2009 Harbin · 
2013 Trentino/Baselga · 
2017 Almaty · 
2023 Lake Placid
Wereld Universiteitskampioenschap

2012 Zakopane · 
2014 Almaty · 
2016 Baselga di Pinè · 
2018 Minsk · 
2020 Amsterdam · 
2022 Lake Placid · 
2024 Hamar